# 九宛祠
九宛祠 (カウワン祠, Kauwan yashiro)，又稱卡烏灣祠、加灣祠、加灣神社。位於臺灣花蓮縣秀林鄉景美村的景美國小附近，創設時屬於花蓮港廳花蓮郡蕃地。根據昭和18年(1943年)由臺灣總督府文教局社會課編印的《臺灣に於ける神社及宗教》記載，カウワン祠於昭和13年(1938年)3月9日鎮座，社格為社，祭神為開拓三神(大國魂命、大己貴命、少彥名命)、北白川宮能久親王，例祭日為每年的10月9日。
而以祠為名稱，不稱之為社，是為了避免與原住民部落的「社」單位名稱混淆。

## 沿革
在昭和九年（1934年）4月6日的臺灣日日新報上有報導記載說住在九宛社二番戶的頭目ピワサオワダン覺得附近的武士林（今秀林鄉秀林村）、埃卡多散（今秀林鄉佳民村）、三棧（今秀林鄉景美村）等蕃社都建有神社，但九宛社沒有，所以希望能夠在該年興建神社，不過該申請案並未在這年通過，而這件申請案是否有日本警察或警察輔導的自治團體介入、策動則不可得知。到了昭和十三年（1938年）3月9日，九宛祠才於該日舉行鎮座式。

## 名稱
九宛是加灣的舊稱，太魯閣語是Qowgan，大竹子之意。